# Чејн О Лекс-Кинг (Висконсин)
Чејн О Лекс-Кинг (енгл. Chain O Lakes-King) насељено је место без административног статуса у америчкој савезној држави Висконсин.

## Демографија
По попису из 2010. године број становника је 981, што је 1.234 (-55,7%) становника мање него 2000. године.
| Група             | 2000.         | 2010.       |
| Белци             | 2.177 (98,3%) | 968 (98,7%) |
| Афроамериканци    | 2 (0,1%)      | 0 (0,0%)    |
| Азијати           | 3 (0,1%)      | 2 (0,2%)    |
| Хиспаноамериканци | 11 (0,5%)     | 1 (0,1%)    |
| Укупно            | 2.215         | 981         |